# Castillo de Palol de Rebardit
El castillo de Palol de Rebardit (en catalán: Castell de Palol de Revardit) es un castillo ubicado en el municipio homónimo, en el sur de la comarca de Pla de l'Estany, provincia de Gerona, Cataluña, España. Está situado estratégicamente en un paso estrecho frente al Puig de Mont-Rodon y la montaña de Vila, punto de travesío del río Rebardit. Se construyó en una pequeña elevación que domina el Pla de la Banyeta y que controlaba un antiguo camino.

## Linaje
Las fuentes históricas disponibles hacen referencia sobre todo al linaje Palo, aunque las fuentes referentes al castillo directamente son más bien escasas. La primera referencia documentada remonta a 1074, siendo el testamento del entonces obispo de Carcasona, Bernat, quien murió en el castillo. El edificio estuvo ligado al linaje de los señores de Palol, con sus ramificaciones, de los que existen datos desde el siglo XII. Los miembros de este linaje, originario de Palol de Rebardit, tuvieron posesiones en varios lugares, incluido el castillo de Arenys, y además desempeñaron cargos eclesiásticos (varios miembros de la familia fueron priores de Sant Aniol de Finestras).
Al parecer, durante la guerra civil catalana (1462-1472), el señor de Palol luchó contra Juan II a favor del pretendiente Juan de Calabria, duque de Calabria y Lorena, que sería derrotado en aquel conflicto. En la documentación disponible aparece un tal Arnau Guillem de Palol, capitán destacado en la defensa de Bañolas. En 1467, el duque de Calabria comisionó a Joan Sarriera para negociar la capitulación del castillo de Palol de Rebardit. El último miembro del linaje de los Palol fue Montserrat de Palol, señor de los castillos de Arenys y Palol de Rebardit, quien murió sin descendencia a finales del siglo XVI. Su viuda se casó, en segundas nupcias, con Francisco de Cruïlles, linaje entroncado con los condes de Solterra. Desde entonces, el castillo de Palol de Rebardit ha estado en manos de la familia Cruïlles-Sarriera.

## Arquitectura
Debido a sus distintos usos posteriores, la estructura del castillo no se ha conservado en su totalidad. A partir de los siglos XVII-XVIII sirvió como masía, que es cuando se derribó buena parte de la muralla, y, posteriormente, sus sillares se utilizaron como material de construcción de otros edificios de la zona.
De los restos que se han conservado hasta la fecha, el elemento más notable es la torre occidental, de planta rectangular, que data de la original estructura medieval (si bien pasó por reformas durante la Edad Moderna). Esta torre, de tres niveles y con una cubierta de tejas a dos aguas, conserva tres aspilleras alineadas en la parte baja de su cara oeste. La tipología de sus aberturas es diversa, seguramente producto de reformas posteriores. Los restos de una antigua cárcel aún permanecen en la planta baja de la torre. A pie de la carretera se encuentran los restos de otra torre, también de planta rectangular y tipología similar, de la que solo se ha conservado su base. Al este del terreno se conserva una torre de planta circular, descabezada, hoy de propiedad particular.
La cerradura de muralla mejor conservada está en el lado occidental. Está hecha con sillares bien cortados y colocados en hileras. En este punto se conserva una puerta medieval de arco de medio punto. Al otro lado, otra puerta de arco de medio punto y de mayores dimensiones podría ser una de las antiguas entradas del castillo. Una excavación arqueológica realizada entre noviembre de 2010 y febrero de 2011 puso al descubierto una notable cerradura de muralla ataludada en el lado norte, donde existía un marcado desnivel y donde probablemente se ubicaba el antiguo foso. El hallazgo también permitió documentar la existencia de una cuarta torre, rectangular, en el mismo sector norte.

### Interior
En el interior del castillo son visibles las reformas por las que pasó durante la adaptación del edificio a su función como masía. También ha sufrido notables transformaciones la antigua capilla del castillo, ahora iglesia parroquial de San Miguel (Sant Miquel). Esta iglesia conserva en su cabecera los restos del templo románico del XII.

## Actualidad
En 2005 el castillo fue adquirido por el Ayuntamiento de Palol de Rebardit y rehabilitado con el objetivo de destinarlo a equipamientos municipales.